# Muruhona
Muruhona är ett vattendrag i Burundi.   Det ligger i provinsen Kirundo, i den norra delen av landet, 110 km nordost om huvudstaden Bujumbura.
Omgivningarna runt Muruhona är en mosaik av jordbruksmark och naturlig växtlighet. Runt Muruhona är det tätbefolkat, med 659 invånare per kvadratkilometer.